# Zena Keefe
Zena Keefe, nome completo Zena Virginia Keefe (New York, 26 giugno 1896 – Danvers, 17 novembre 1977), è stata un'attrice statunitense che lavorò tra il 1910 e il 1920 all'epoca del cinema muto, iniziando la sua carriera alla Vitagraph Company of America.

## Riconoscimenti
- Young Hollywood Hall of Fame (1908-1919)

## Filmografia parziale
- All Is Fair in Love and War (1911)
- The Long Skirt (1911)
- The Mate of the 'John M' (1911)
- The Cabin Boy (1911)
- Heroes of the Mutiny, regia di William V. Ranous - cortometraggio (1911)
- Father and Son (1912)
- The Struggle (1912)
- Captain Jenks' Diplomacy, regia di Van Dyke Brooke (1912)
- The Pink Pajama Girl (1912)
- The Hieroglyphic, regia di Charles L. Gaskill (1912)
- The Spider's Web, regia di Van Dyke Brooke e Maurice Costello (1912)
- The Man Under the Bed (1912)
- The Gamblers (1912)
- A Bunch of Violets, regia di Edwin R. Phillips (1912)
- The Black Sheep, regia di Edwin R. Phillips (1912)
- At the Eleventh Hour, regia di William V. Ranous (1912)
- The Cross Roads, regia di Frederick A. Thomson (1912)
- Tommy's Sister, regia di William V. Ranous (1912)
- The Hindoo's Curse, regia di William V. Ranous (1912)
- Her Choice, regia di Ralph Ince (1912)
- In the Furnace Fire, regia di Frederick A. Thomson (1912)
- The Mills of the Gods, regia di Ralph Ince (1912)
- Three Girls and a Man, regia di Albert W. Hale (1912)
- The Eavesdropper, regia di James Young (1912)
- The Awakening of Bianca, regia di Charles Kent (1912)
- Sisters All, regia di Larry Trimble (1913)
- Omens and Oracles, regia di Bert Angeles (1913)
- Cutey Plays Detective, regia di Laurence Trimble (1913)
- Cutey Tries Reporting, regia di Bert Angeles (1913)
- Does Advertising Pay?, regia di Laurence Trimble (1913)
- The Esterbrook Case (1915)
- Life's Yesterdays
- The Tigress, regia di Lorimer Johnston (1915)
- Hearts Ablaze
- The Unforgiven, regia di Lorimer Johnston (1915)
- The Island of Surprise, regia di Paul Scardon (1916)
- Betty, the Boy and the Bird
- The Scarlet Runner, regia di William P.S. Earle e Wally Van (1916)
- La bohème (La vie de bohème), regia di Albert Capellani (1916)
- Caprice of the Mountains, regia di John G. Adolfi (1916)
- The Rail Rider, regia di Maurice Tourneur (1916)
- Cuor di vent'anni (Oh Boy!), regia di Albert Capellani (1919)
- Out of the Snows, regia di Ralph Ince (1920)
- Marooned Hearts, regia di George Archainbaud (1920)
- Red Foam, regia di Ralph Ince (1920)
- Proxies, regia di George D. Baker (1921)
- After Midnight, regia di Ralph Ince (1921)
- Prejudice, regia di Joseph Belmont (1922)
- When Love Is Young (1922)
- None So Blind, regia di Burton L. King (1923)
- The Broken Violin, regia di John Francis Dillon (1923)
- Who's Cheating?, regia di Joseph Levering (1924)
- The Lure of Love, regia di Leon Danmun (come Leon E. Danmun) (1924)
- Another Man's Wife, regia di Bruce Mitchell (come Bruce M. Mitchell) (1924)
- Trouping with Ellen, regia di T. Hayes Hunter (1924)